# الحياة البرية في السودان

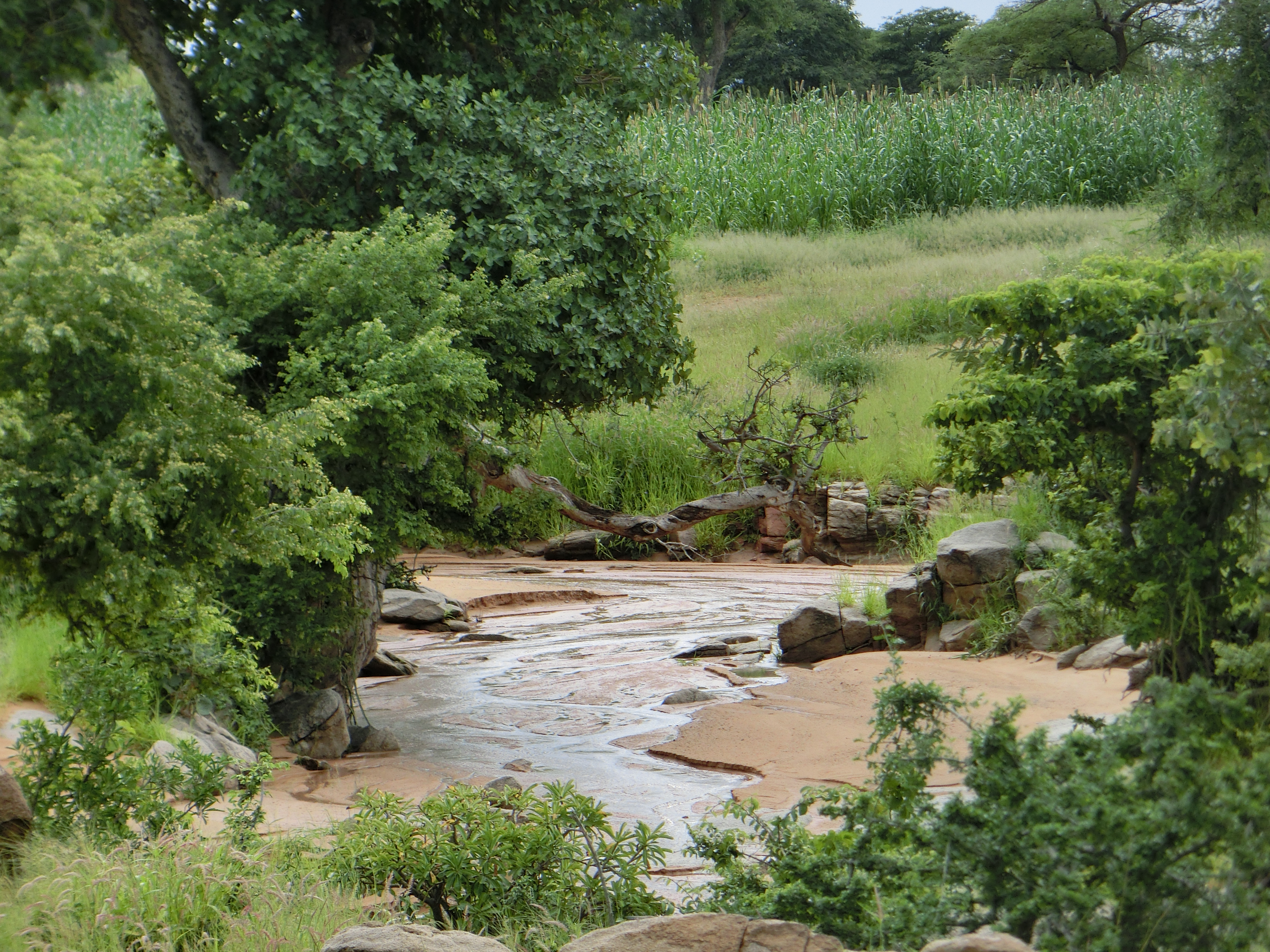
وادي في جنوب دارفور

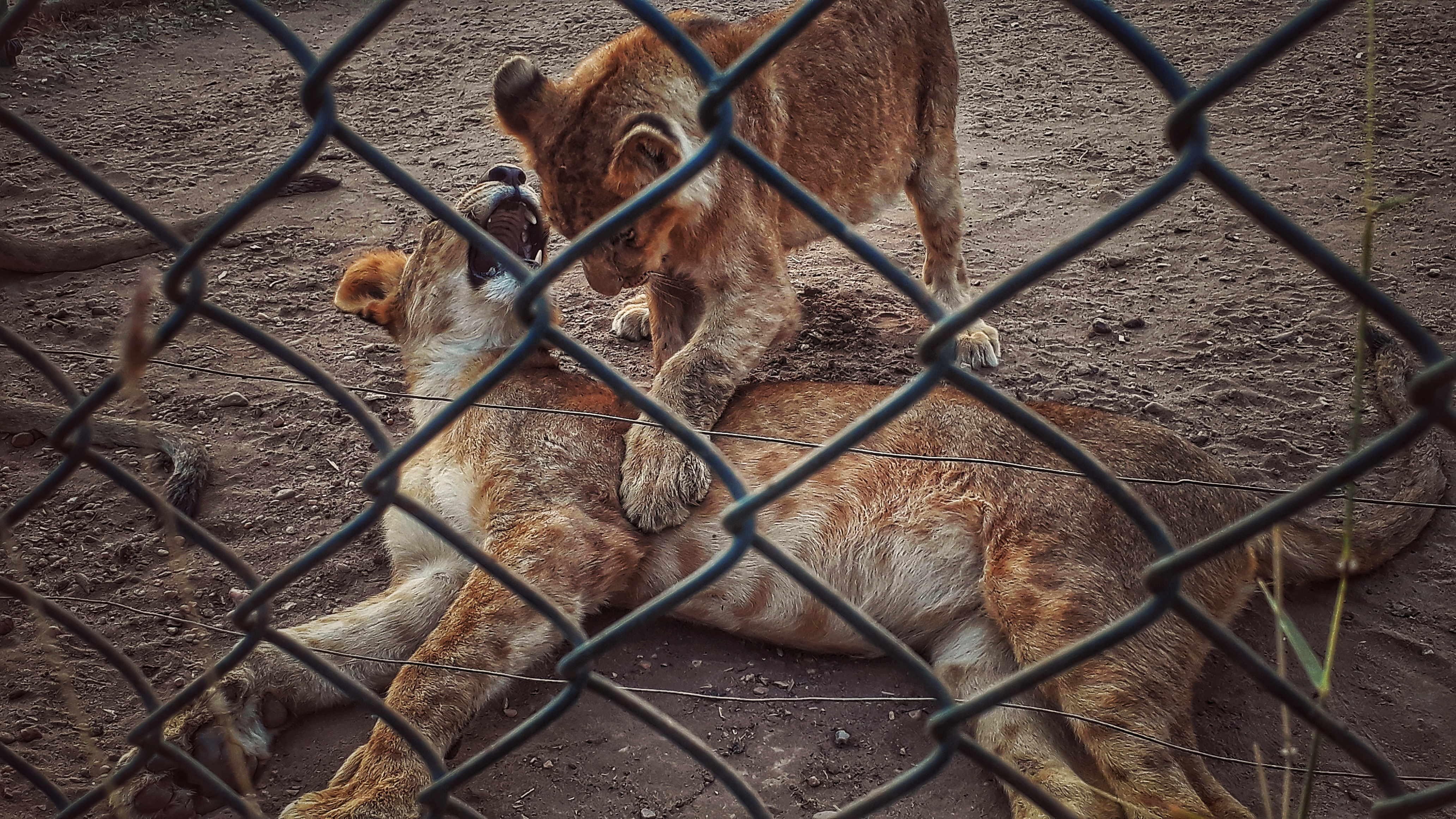
الحياة البرية في السودان

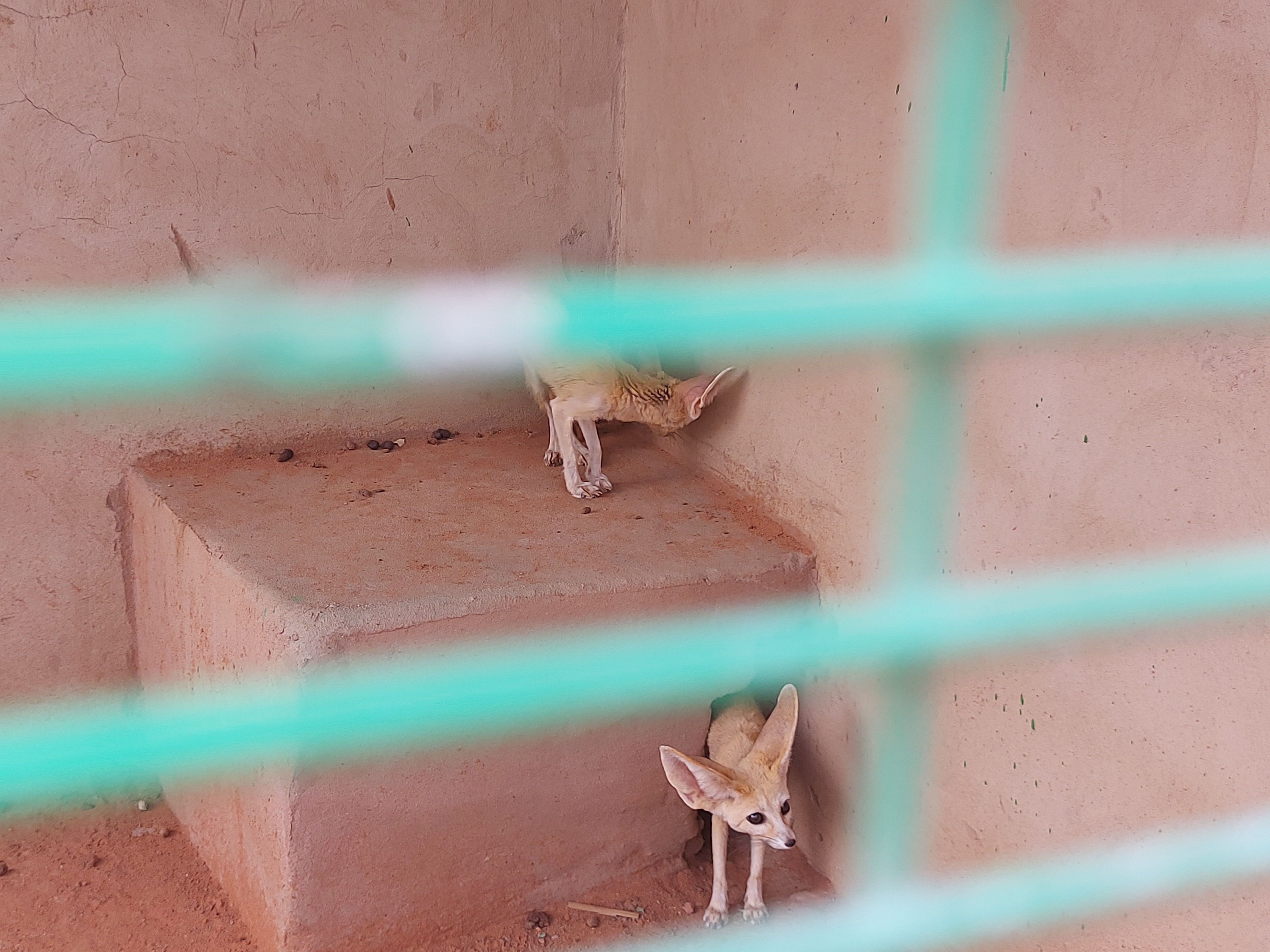
مركز السودان لأنقاذ الحيوانات البرية

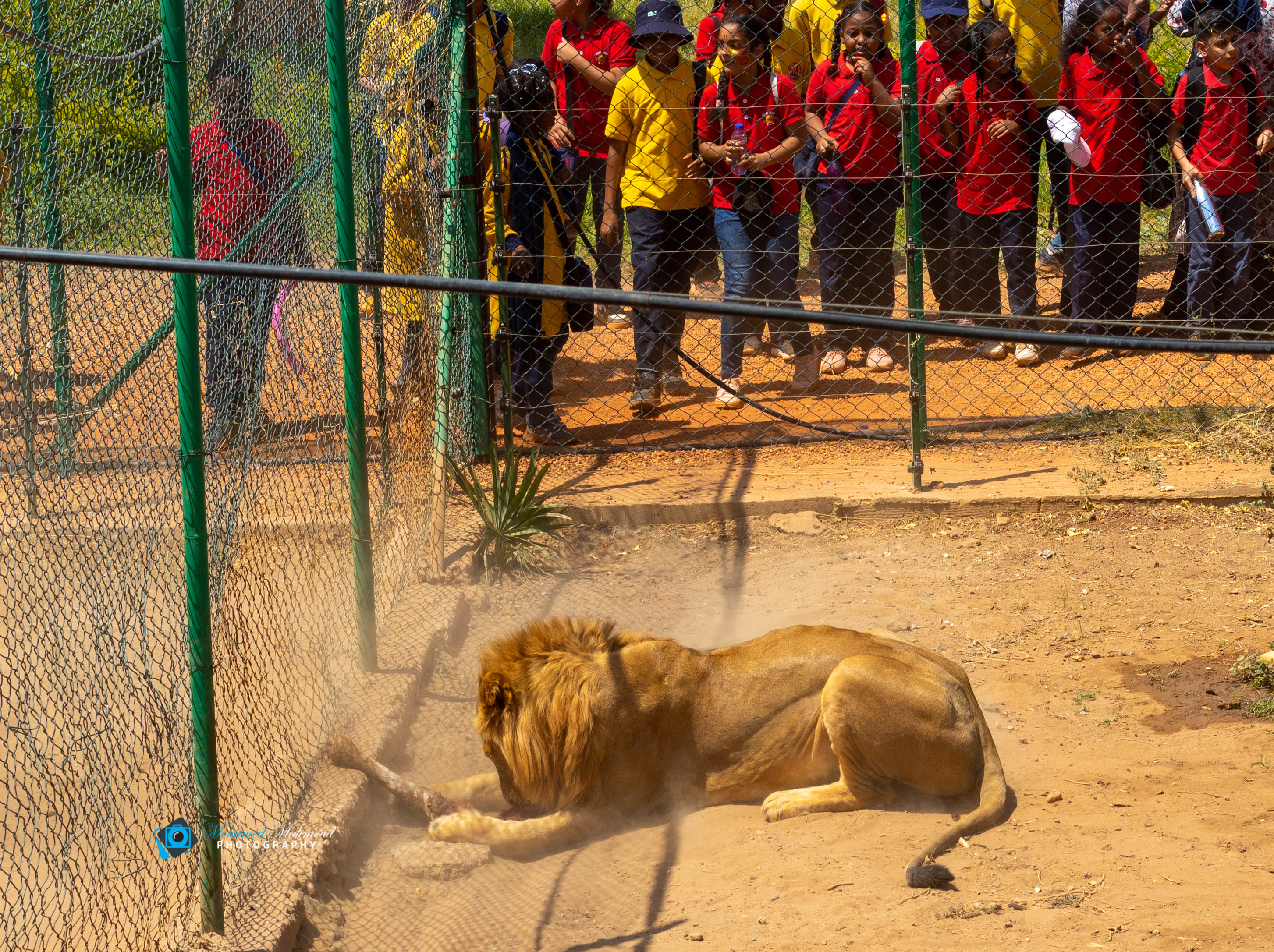
الأسود الأفريقية في الحديقة البرية في السودان

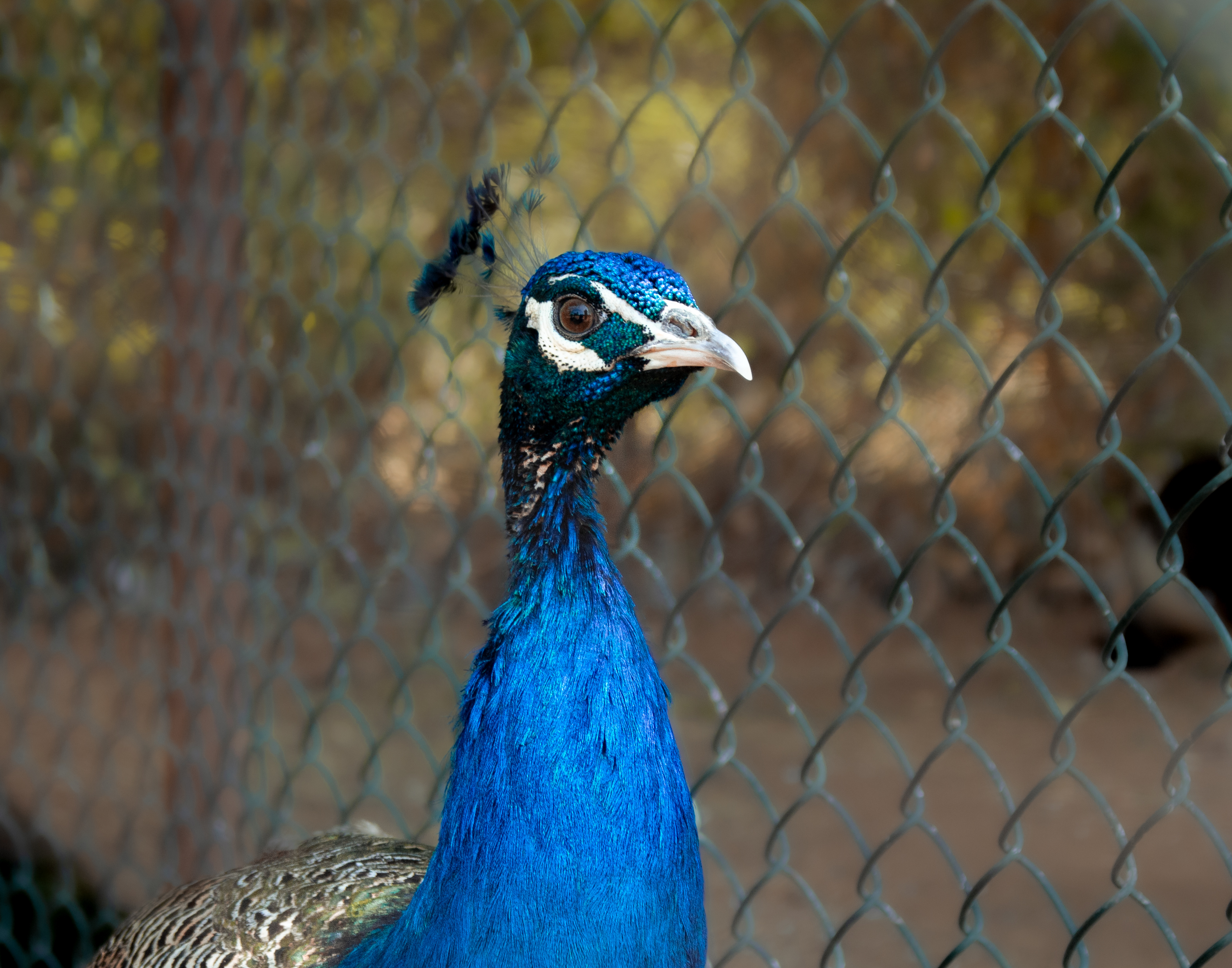
طائر الطأوس في الحديقة البرية في السودان

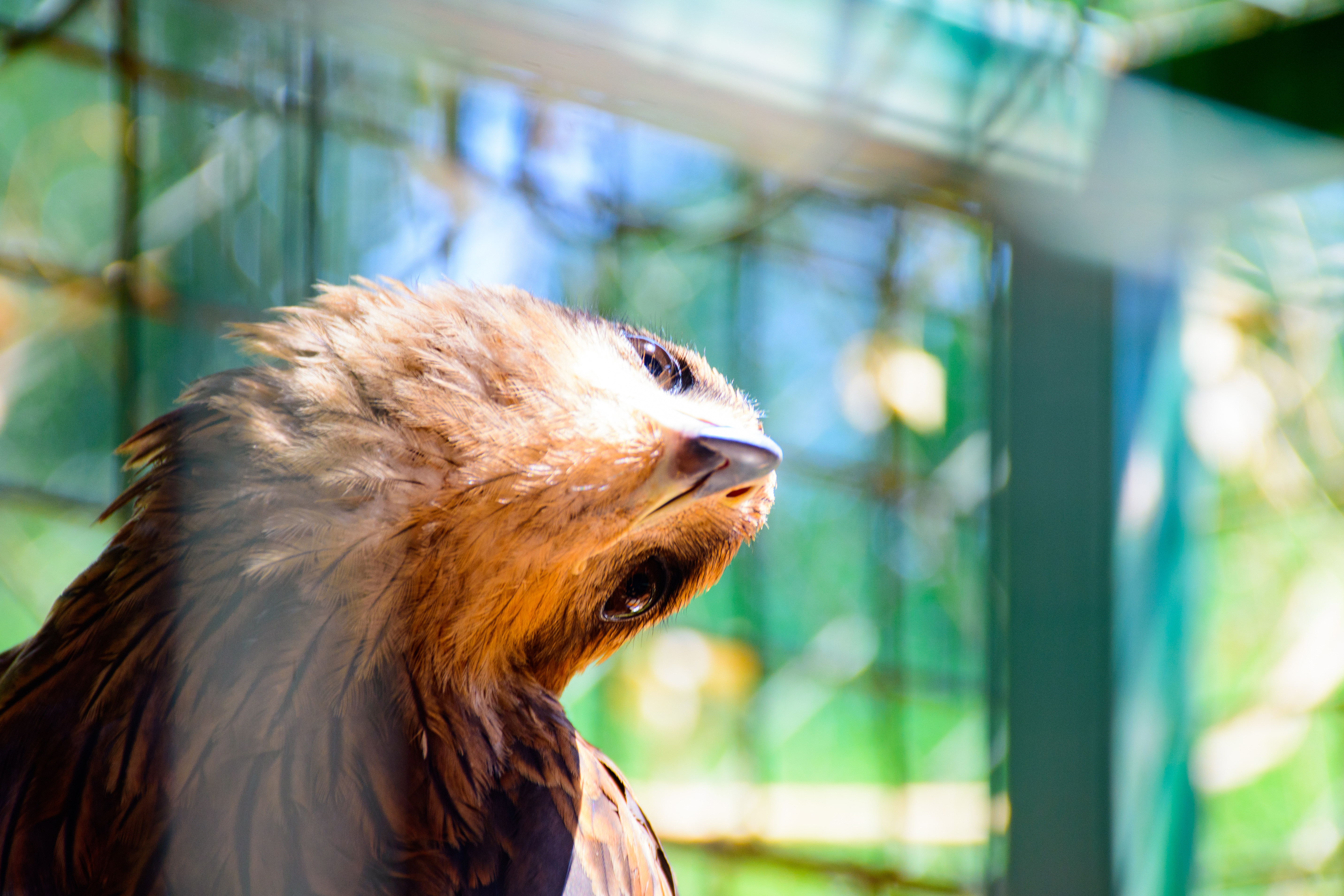
محمّية الباقير البرية

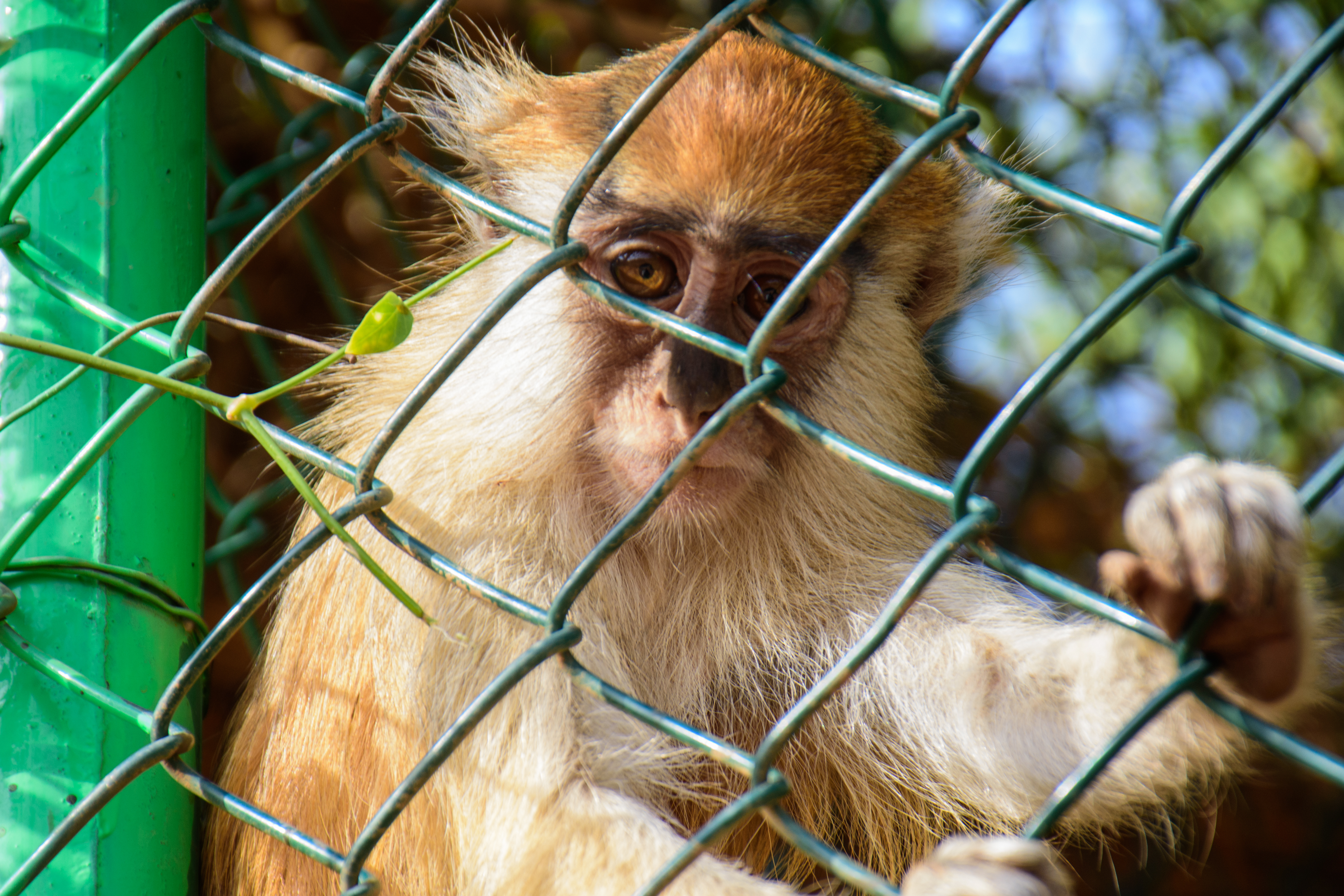
محمّية الباقير البرية

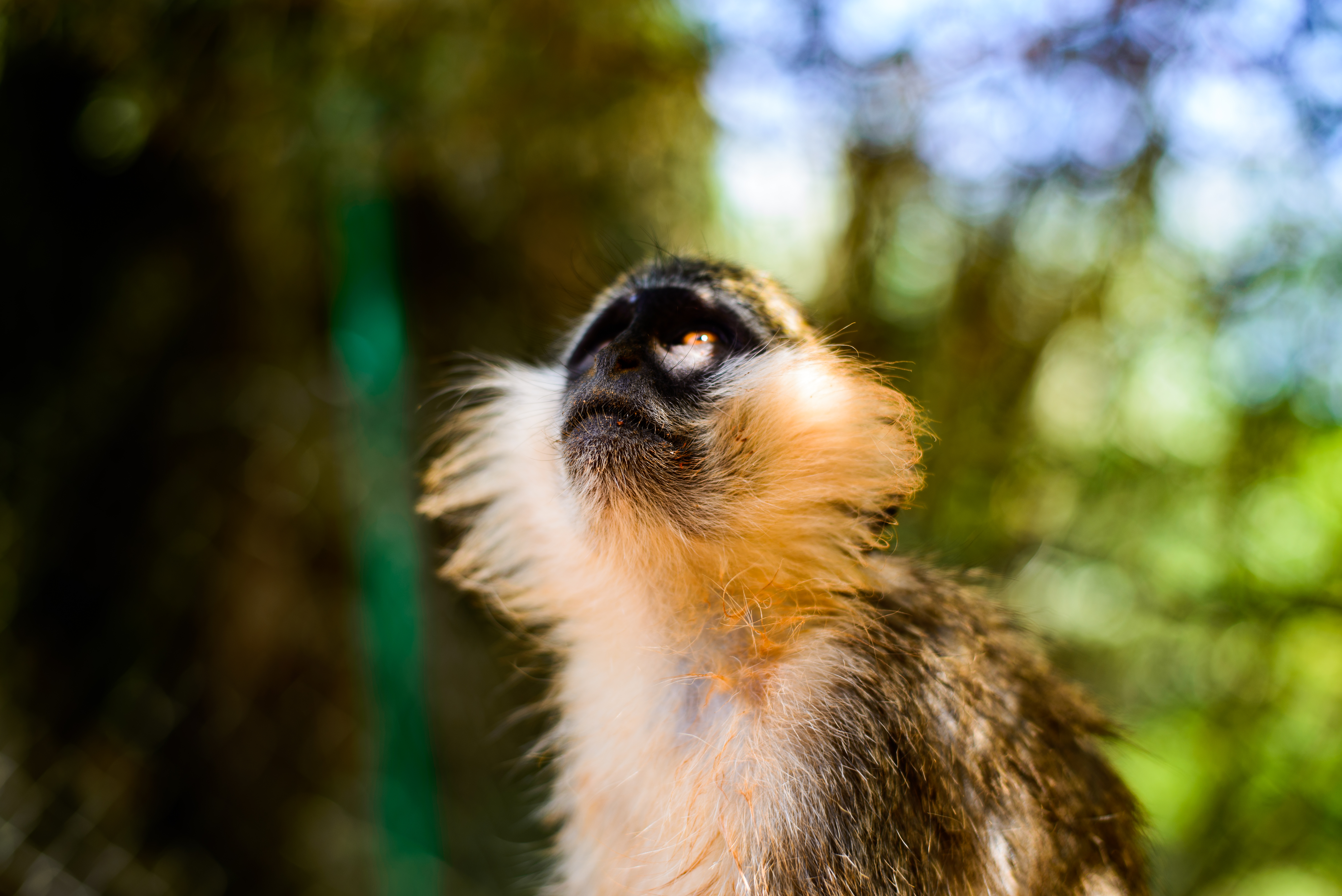
القرود في محمّية الباقير

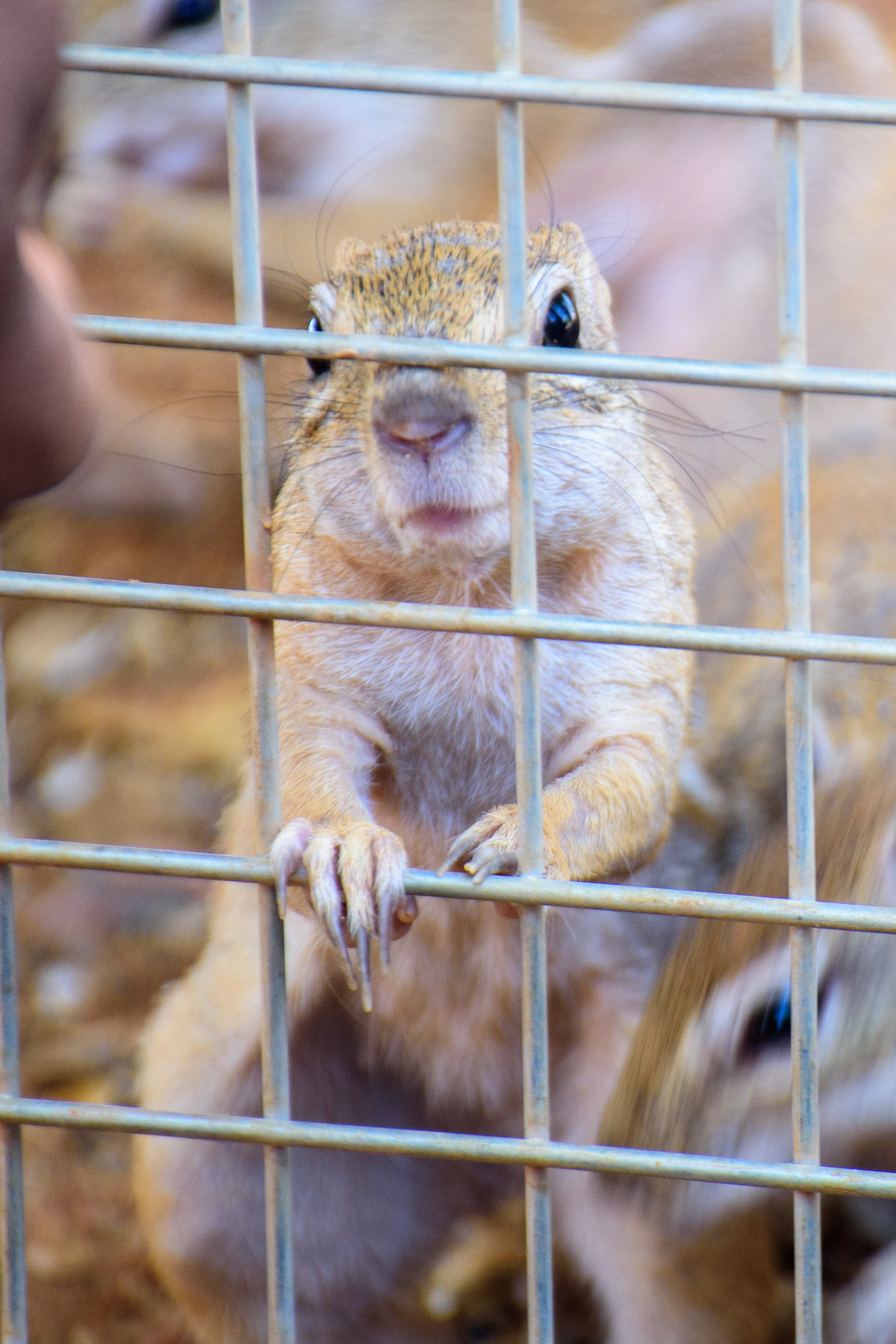
الحياة البرية في السودان - محمّية الباقير

الحياة البرية في السودان تضم الحيوانات والنباتات. وتضم 287 نوعًا من ثدييات و207 نوعًا من طيور.

## الجغرافية
يقع السودان في شمال شرق أفريقيا، وتبلغ مساحته 853 كم (530 ميل) على الشريط الساحلي المطل على البحر الأحمر. تضاريسه بشكل عام مسطحة، مع سهول منخفضة تتخللها بضع السلاسل جبلية. في الغرب، جبال مرة هي أعلى جزء من السودان، بينما في الشرق تقع تلال البحر الأحمر. ويلتقي النيل الأزرق والنيل الأبيض عند الخرطوم ليشكلا نهر النيل الذي يتدفق شمالا إلى البحر الأبيض المتوسط.  ويتراوح المناخ من الجفاف الشديد في شمال البلاد إلى المناخ الاستوائي الرطب والجاف في الجنوب. تعتمد الاختلافات في طول المواسم الرطبة والجافة على أي من تدفقي الهواء السائدين: الرياح الشمالية الجافة من الصحراء الكبرى وشبه الجزيرة العربية أو الرياح الجنوبية الغربية الرطبة من حوض نهر الكونغو والرياح الجنوبية الشرقية من المحيط الهندي. يقع موسم الأمطار في الشمال بين يونيو وسبتمبر بينما يصل مبكرًا ويستمر لفترة أطول في الجنوب. تكون درجات الحرارة مرتفعة طوال العام ويكون الطقس الأكثر سخونة في نهاية موسم الجفاف. 

## الزواحف
المقالة الرئيسية: قائمة الزواحف في السودان

## قوانين حمياة الحياة البرية
التشريع الرئيسي الذي يحكم الحياة البرية هو قانون حماية الصيد والحظائر القومية لسنة 1986. ينظم هذا القانون الصيد والتجارة ويسرد الأنواع المحمية.

## مقالات ذات صلة
- حديقة السودان لإنقاذ الحياة البرية